# Vlag van Ciskei

Vlag van Ciskei (1973–1994)

De vlag van Ciskei werd op 22 juni 1973 officieel goedgekeurd. Het blauw in de vlag symboliseert de oneindigheid van de hemel en het streven naar vooruitgang en ontwikkeling. De witte balk verwijst naar het pad dat gevolgd moet worden om deze ontwikkeling tot bloei te brengen. De Blauwe Kraanvogel of "Indwe" symboliseert het verlangen van het Xhosa-volk om moedig en standvastig te zijn en ijverig te werken aan de toekomst van het land en zijn volk. Traditioneel werden degenen die zich onderscheidden door het stamhoofd gedecoreerd met veren van de Blauwe Kraanvogel.
Op 27 april 1994 werd Ciskei, samen met de negen andere thuislanden, herenigd met Zuid-Afrika. Hiermee verviel de vlag.

## Verwante afbeeldingen

Het wapen van Ciskei